# Frans 2. af Begge Sicilier
Frans 2. (italiensk: Francesco II) (16. januar 1836 – 27. december 1894) var den sidste konge af Begge Sicilier fra 1859 til 1861.
Frans var søn af Kong Ferdinand 2. af Begge Sicilier og blev konge i 1859. I 1860 blev riget angrebet af Garibaldi sydfra og Victor Emanuel 2. nordfra. Efter flere nederlag måtte Frans gå i eksil og Kongeriget Begge Sicilier blev indlemmet i det nyoprettede Kongeriget Italien i 1861.